# Úvodní znělka seriálu Simpsonovi

Ikonické logo pořadu, které se v každé epizodě vynoří z mraků na začátku znělky.

Úvodní znělka seriálu Simpsonovi patří mezi oblíbené počáteční znělky v televizi a je doprovázena jednou z nejvíce rozpoznatelných úvodních písní. Poprvé se objevila v druhé epizodě seriálu, Malý génius.
Původní znělka měla dvě hlavní přepracování. První byla na začátku druhé řady, kdy byla celá znělka předělána, aby se zlepšila kvalita a některé záběry byly obecně změněny, aby byly do znělky přidány postavy, které se objevily v první řadě. Druhým přepracováním byla zbrusu nová úvodní znělka, která byla vytvořena pro přechod seriálu do vysokého rozlišení, počínaje s desátou epizodou Jak to vlastně bylo aneb Zfalšované volby ve 20. řadě. Nová znělka si zachovala pořadí původní znělky s vylepšenou grafikou a bylo do ní přidáno více postav a nové vtípky.

## Průběh znělky

### 1990
Tato znělka začíná žlutým názvem seriálu The Simpsons“, který se přibližuje přes mlhavé mraky na tmavě modré obloze. Kamera propluje otvorem písmene „P“ na panoramatický záběr města Springfield. Úvod doprovází nazpívaná fráze „The Simpsons“.
Kamera se přiblíží skrz město a pak jedním oknem levandulově natřené Springfieldské základní školy, kde Bart píše za trest větu na třídní tabuli. Když zazvoní školní zvonek, Bart ve spěchu opustí třídu a vyjede ze dveří na skateboardu.
V dalším záběru pracuje Homer ve Springfieldské jaderné elektrárně, má na sobě ochrannou masku a drží v kleštích zelenou uranovou tyč. Neznámý zaměstnanec v pozadí jí sendvič, který také drží v kleštích. Když zahouká konec směny, Homer si okamžitě sundá masku, pustí kleště a opouští práci. V důsledku toho zářící tyč vyskočí do vzduchu a spadne mu za límec.
V dalším záběru jsou Marge a Maggie u pokladny v supermarketu. Maggie, která sedí na posuvném pásu, je neúmyslně naskenována spolu s potravinami a Marge čte časopis „Maminka“ („Mom Monthly“). Na displeji se za Maggie ukáže cena 847,63 dolarů (což představuje v té době měsíční náklady na výchovu dítěte) a Maggie spadne do nákupní tašky. Marge začne hledat svoje dítě a zpanikaří, protože ho nevidí. Maggie vykoukne z nákupní tašky a Marge si s úlevou oddechne.
Líza je zobrazena na hodině hudební výchovy. Pan Largo zastaví zbytek kapely a vykáže Lízu ze zkoušky za její neortodoxní hraní na saxofon. Líza pokračuje improvizováním na své cestě ven z místnosti pro svoje kolo.
Záběry členů rodiny na cestě domů s adresou Evergreen Terrace 742 jsou pak zobrazeny takto: Homer jede ve svém autě (jehož paprsky u volantu jsou zobrazeny až do roku 2009, kdy byly odstraněny) s pocitem, že něco cítí na zádech za košilí. Vyndá uranovou tyč a vyhodí ji z okna. Tyč se odrazí o obrubník u hospody U Vočka, zrovna když okolo jede Bart a pozoruje televizory ve výloze, kde vysílají show klauna Šaši Krustyho; dále projíždí kolem autobusové zastávky a ukradne její ceduli. Pět neznámých nepojmenovaných osob, kteří čekají na zastávce, pak běží za autobusem, který jim nezastaví.
Jakmile Bart projíždí přes silnici, jede kolem auto a v něm je vidět Maggie za volantem; ale když se kamera oddálí od jejího volantu, ukáže se, že je to pouze dětská hračka – ve skutečnosti řídí Marge a Maggie ji jen napodobuje. Nakonec obě zatroubí na svoje klaksony. Líza jede po ulici na kole, v předním košíku má přivázané knihy a vzadu saxofon. Když přejíždí hrbol, knihy vyletí nahoru, ale řemínek je udrží.
Líza projíždí kolem stromu a přijíždí domů. Seskočí ze svého kola na příjezdové cestě a popadne svoje knihy a saxofon, její kolo mezitím samo dojede do garáže. Běží směrem k hlavnímu vchodu, mezitím Homer přijíždí po příjezdové cestě a zaparkuje svoje auto před garáží. Bart přeskočí auto a dojede ke dveřím. Homer vystoupí z auta, a vykřikne při pohledu na Margin vůz, který se na něj blíží přijíždí. Následuje záběr z Margina pohledu, jak Homer běží před autem ke dveřím v garáži. Po vstupu do jejich domu všichni rychle běží z různých směrů směrem ke gauči v obývacím pokoji a následuje gaučový gag. Nakonec televizor zobrazí titulky producentů.
Zejména v epizodě Malý génius chybí slavný Homerúv výkřik, když běží před Marginým autem do garáže. Objevuje se až od třetí epizody, Homerova Odysea.

### 1990–2009
Pro druhou řadu byly úvodní mraky kompletně předělané. Většina znělky je velmi podobná, některé záběry a postavy byly změněny a animace je čistší.
Škola je nyní oranžová s fialovými prvky místo původní levandulové barvy. V Homerově prvním záběru v elektrárně jsou v pozadí místo neznámého pracovníka pan Burns a Waylon Smithers, kteří studují plány. Když zahouká konec směny, pan Burns si zkontroluje hodinky, aby zjistil, jestli fungují.
Když Bart jede po chodníku, scenérie je odlišná, výloha televizorů je kratší a Bart si jich už jen všimne. Místo toho se proplétá mezi řadou vedlejších postav, které stojí na chodníku.
Místo Líziny cesty domů zobrazuje poté, co Marge a Maggie zatroubí na svoje klaksony, rychlý strh kamery množství vedlejších postav. Místo Lízy přijede jako první Homer. Bart přistane na Homerově autě a pak jede směrem k hlavním dveřím. Homer vystoupí a musí se vyhnout Líze, která přijíždí Líza na kole ke dveřím. V posledním záběru má televize oproti první řadě více retro vzhled.
Od třetí řady byla znělka lehce upravena – když se Homer u domu vyhýbá Líze, pronese přitom ikonickou hlášku „D'oh!“.

### 2009–dosud
Nová stálá úvodní znělka byla animována pro přechod seriálu do formátu vysokého rozlišení, a poprvé byla ve 20. řadě v epizodě Jak to vlastně bylo aneb Zfalšované volby. Tato znělka je podobná té předchozí, ale nabízí mnoho vizuálních změn, které využívají širokoúhlého formátu.
Znělka začne jako obvykle pohybem přes kupovité mraky, zatímco tříoká vrána přelétává přes záběr. Vrána je někdy nahrazena postavami jako Shary Bobbinsová se svým deštníkem, nebo loď Planet Express z Futuramy. Kamera se pak přiblíží kolem jaderné elektrárny na náměstí, kde Jimbo a Kearney uřezávají hlavu soše Jebediáši Springfieldovi (viz epizoda Mluvící hlava), která spadne na hlavu Ralphu Wiggumovi, který má zmrzlinu. Když na něho spadne, neúmyslně hodí soše kornout do oka. Kamera pak splétá přes několik budov a staveb, kde je billboard směrem ke Springfieldské základní škole a přiblíží se přes známé okno, kde Bart píše za trest větu na tabuli. Zazvoní zvonek a Bart jede na skateboardu ze školních dveří, kde jede přes hromadu listí, kterou nahrabal školník Willie a odhalí Barneyho Gumblea, který je pod listím, a on si říhne.
Homer je zobrazen, jak opouští elektrárnu, a stejně jako v předchozích úvodních znělek, mu při odchodu spadne zelená tyč uranu do oděvu. Tentokrát na pozadí tohoto záběru stojí na žebříku Lenny Leonard a snaží se přepsat nápis „den bez nehody“ z 2. až 3. den, ale pak spadne ze žebříku na Carla Carlsona, který drží žebřík. Scéna se přepne na Marge u pokladny v supermarketu. Mezi produkty, co Marge kupuje, je tomákový džus a prací prostředek Mistr Lesk. Maggie je snímána a zdvojnásobuje cenu z 243,26 dolarů na 486,52 dolarů, než je dána do nákupního košíku. Když Maggie vystrčí hlavu ven z papírového sáčku, vypadá Marge relativně v klidu a nepanikaří, na rozdíl od výše uvedených znělek. Maggie pak hrozí pěstí dítěti Geraldovi, který je vedle ní v dalším nákupním košíku. V praxi kapely pan Largo odmítá Lízu, která při odchodu hraje sólo, ale pak vykoukne hlavou ve dveřích, aby ji dokončila. Jediným pozoruhodným rozdílem od předchozích úvodních znělkách jsou Sherri a Terri, které posílají SMS zprávy místo toho, aby hrály na svoje flétny.
Homer je pak zobrazen, jak jede domů, a vyhodí zaklíněnou uranovou tyč z okna; přistane v klíně Otta Manna a on to sní. Bart kolem něho projíždí před potkaním několika měšťanů: Levák Bob, který švihá se svojí mačetou, Helena Lovejoyová, Apu Nahasapímapetilon a jeho osmerčata, Vočko Szyslak, Komiksák, Disco Stu, šílená kočičí žena, bohatý Texasan a šerif Wiggum hrozící obuškem, když Bart jede přes silnici. Hans Moleman vystrčí hlavu ze šachty, která na něj spadne, když přes ni přejede Marge. Tentokrát je v oranžovém kombíku namísto červeného sedanu. Maggie je usazena v sedačce uprostřed, zatímco dědeček spí vedle ní. Když Marge a Maggie zatroubí na svoje klaksony, dědeček se překvapeně probudí a vypadnou mu protézy.
Kamera míří přes Springfield a zastaví se na příjezdové cestě. Na rozdíl od výše uvedených znělek, Margino auto srazí Homera a nese ho na kapotě, dokud auto nezastaví a neodhodí ho dopředu, aby udělal svým tělem díru ve dveřích. Simpsonovi běží do obývacího pokoje, následuje gaučový gag a titulky jsou zobrazeny na nové širokoúhlé ploché televizní obrazovce.
Někdy plochá obrazovka spadne na zem a rozbije se, ale na rozdíl od epizody Pětka je pro Barta málo se plochá televize už rozbíjet nebude.
V 500. epizodě byla v úvodní znělce montáž všech předchozích gaučových gagů.

## Vývoj a variace
Tvůrce Simpsonů Matt Groening vyvinul dlouhou úvodní znělku pro první řadu seriálu Simpsonovi, aby snížil potřebnou animaci pro každou epizodu, ale každý týden vytvořil oba gagy jako náhradu za opakovaný materiál. V prvním z původních gagů se ukazuje záběr Springfieldské základní školy, kde Bart píše větu na tabuli. Tato věta, která se mění z epizody na epizodu, se stala známou jako „tabule“. Druhý gag je známý jako „gaučová scéna“, ve které dochází k události, kdy rodina usedá na gauč, aby sledovala televizi. Groening, který v dětství nevěnoval televizi velkou pozornost, si nebyl vědom toho, že by byla délka takové znělky v té době neobvyklá. Epizoda Malý génius“ byla první, která představovala celou řadu úvodních záběrů. Úvodní hudbu, která hraje během znělky, složil Danny Elfman v roce 1989 poté, co za ním Groening přišel a požádal ho o úvodní hudbu v retro stylu. Skladba, která trvala dva dny k vytvoření, patří k nejpopulárnější hudbě v jeho kariéře.
V epizodě Bart propadá ve 2. řadě se představila upravená úvodní znělka, která byla zkrácena o patnáct sekund od své původní délky zhruba 1 minuty a 30 sekund. Úvodní znělka v první řadě ukazovala, že Bart kradl ceduli „zastávka“; zatímco v nové znělce projíždí kolem několika postav, které byly představeny během předchozí řady. Počínaje touto řadou existovaly tři verze znělek: plná zhruba 1 minuta 15 sekund dlouhá verze, 45sekundová verze a 25sekundová verze. To dalo střihačům seriálu větší volnost.
Jak to vlastně bylo aneb Zfalšované volby (20. řada) byla první epizodou seriálu Simpsonovi s vysíláním v televizi ve vysokém rozlišení (720p), i když to není poprvé, co se Simpsonovi objevili ve vysokém rozlišení, protože film Simpsonovi ve filmu byl vytvořen v HD rozlišení. Tato epizoda byla první, ve které byla představena nová úvodní znělka. Byla to první velká trvalá změna seriálu od znělky přidané v druhé sezóně; předchozí změny zahrnovaly variace v délce znělky a speciální jednorázové úvody pro speciální čarodějnické díly, stejně jako hrstka dalších. Tato nová znělka také obsahuje 3D animaci, když je kamera nad Springfieldem. Tvůrce seriálu Simpsonovi Matt Groening řekl novinám New York Post: „Mraky na samém začátku během názvu seriálu byly pro mě vždycky neuspokojivé. Mojí původní režií směrem k animátorům bylo, aby mraky byly co nejrealističtější, a jak procházíme skrz mraky, tak že vstupujeme do toho kresleného vesmíru Simpsonových. Nakonec, po několika desetiletích, se přiblížili tomu, co jsem měl na mysli. Nedokonalé, ale lepší.“
Dvě původní varianty byly dále rozšířeny na tyto varianty:
- Něco jiného přelétává přes mraky (od roku 2009).
- Billboard před základní školou se mění (od roku 2009).
- Bart píše v každé epizodě něco jiného na tabuli.
- Líza může od roku 2009 na svém saxofonu (nebo na úplně jiném jiném nástroji) hrát jiné sólo.
- Homerův výkřik se mění, když se vyhýbá Marge (první dvě řady)
- Rodina Simpsonů se pokouší sedět na gauči, když se něco stane často neskutečným způsobem.
- Ve znělce od roku 2009 říká Ralph jiné slovo (nebo frázi), když na něj spadne hlava Jebediáše Springfielda (20.–22. řada).

### Billboard
Billboard je běžný vizuální vtip přidaný do úvodní znělky od roku 2009 s vysokým rozlišením. Na střeše budovy je vidět billboard, který je přes ulici směrem k základní škole, jakmile projíždí kamera skrz město. Billboard se mění každou epizodu. První epizoda s billboardem byla Jak to vlastně bylo aneb Zfalšované volby, kde je na billboardu napsáno: „Krusty: Nyní pohřební služby“.

### Tabule
Tabule (anglicky blackboard gag) je běžný vizuální vtip, který se vyskytuje během úvodních záběrů mnoha epizod. Bart Simpson píše za trest větu na tabuli; když zazvoní školní zvonek, okamžitě přestane psát a utíká z učebny. Věta, kterou píše na tabuli, se mění z epizody na epizodu. Ve starších dílech bývalo občas použito volného překladu. Zprávy na tabuli mohou zahrnovat politický humor jako „Plivání nepatří do svobody projevu“, odkazy na pop kultury jako „Už nikdy se nesmím koukat na mrtvoly“ (viz film Šestý smysl), na botaniku a komiks jako „Čtyřlístek není zmutovaná zrůdička“ nebo meta-reference jako „Nejsem dvaatřicetiletá žena“ (ve vztahu k Bartově hlasové herečce Nancy Cartwrightové) a „Tyhle hlášky už nikdo nečte“. Pokud je to možné, Bart opisuje větu za neposlušnost, kterou píše na tabuli (např. za vrzání křídy, když je vyvolán, aby něco napsal na tabuli „Už nikdy nebudu vrzat křídou“, za uvádění uvozovek „Už nikdy nebudu používat zkratky“ nebo za jeho dyskoordinaci „Už nikdy nebudu pít kafe“ nebo věta „Už nikdy nebudu odcházet od nedoko... (nčené práce)“ na jeden řádek). Ve filmu Simpsonovi ve filmu je věta „Nebudu si ilegálně stahovat tenhle film“ odkazem na pirátství. Animátoři jsou schopni rychle vytvářet věty na tabuli a v některých případech je změnili tak, aby odpovídaly aktuálním událostem. Například v epizodě Homer kacířem (4. řada, 1992) psal na tabuli: „Už nikdy nebudu nadávat na New Orleans“. Věta byla napsána jako ospravedlnění města za spornou píseň z minulé epizody, ve které bylo nazváno město jako „domov pirátů, opilců a děvčat (home of pirates, drunks and whores)“. Mnoho epizod neobsahuje tabuli, protože je vystřižena, aby poskytla větší prostor pro příběh, děj a reklamy. V epizodě Čtyři chyby a jeden pohřeb (25. řada, 2013) Bart píše větu „Budete nám chybět, paní K“ jen jednou, v úctě k nedávné smrti Marcie Wallaceové, která mluvila Ednu Krabappelovou. V první epizodě poté, co Donald Trump vyhrál v roce 2016 prezidentské volby ve Spojených státech, Bart píše „Mít pravdu stojí za prd“ s odkazem na epizodu v roce 2000 Nebárt se budoucnosti, kde je Líza po Trumpovi jako prezidentka.

### Lízino hraní na saxofon
Během úvodní znělky je Líza vyřazena z nácviku kapely za její nekonformní hraní na saxofon. Vychází z místnosti a hraje sólo na saxofon, které se někdy mění. Některá sóla mají podobnosti s díly Donovana, Franka Zappy, Jamese Browna a Charlieho Parkera. Skladatel seriálu Simpsonovi Alf Clausen uvedl, že hudebníci, kteří hrají sóla, se nesnaží hrát na úrovni druhého stupně a místo toho „myslí na Lízu jako na opravdu dobrého hráče“. Líza hraje na barytonový saxofon, ale podle Matta Groeninga „nehraje vždy na barytonový saxofon, protože animátoři nevědí, jak vůbec vypadá, a tak změní tvar a barvu z epizody na epizodu.“
Po přechodu na produkci v HD rozlišení hraje občas Líza svoje sólo na jiném hudebním nástroji než na saxofon. Od 20. do 29. řady hrála také na trumpetu, na violu nebo housle, tubu, baskřídlovku, klarinet, theremin nebo na harfu. V tomto posledním případě táhne tento hudební nástroj s sebou a pokračuje v hraní na harfu, jakmile ji pan Largo odkáže z místnosti. Když Líza jede domů na kole poté, co hrála na jiný hudební nástroj, zdá se, že ho má stále s sebou.

### Gaučový gag
Gaučový gag (též známý jako gaučová scéna, anglicky couch gag) je běžný vizuální vtip v závěrečné části úvodní znělky. Gaučový gag se obecně mění z epizody na epizodu a obvykle nabízí rodině Simpsonů gauč v obývacím pokoji. Typický gag zobrazuje rodinu Simpsonových, kteří běží do obývacího pokoje, jen aby se jí přihodil drobný problém s gaučem, ať už je to bizarní a neočekávaný obyvatel, zvláštní umístění gauče, například na stropě nebo v mnoha dalších situacích.
V syndikované verzi bývá pro 1. až 5. řadu gaučový gag nahrazen gaučovým gagem z epizody Medvídek. V českém znění to však není nahrazeno.
Gaučový gag se často používá k tomu, pokud je epizoda delší nebo kratší, v závislosti na délce samotné epizody. Například delší gaučové gagy byly použity k naplnění času v kratších epizodách, například v epizodě Lízino první slovo a v epizodě Nastrčená osoba a Mys hrůzy. Prodloužený gaučový gag byl také použit v první epizodě Jak to vlastně bylo aneb Zfalšované volby, která použila novou úvodní znělku, ve kterém rodina pronásleduje gauč po celém světě. Další dlouhý gaučový gag byl v 500. epizodě Konečně zmizte!, ve kterém je zobrazena montáž všech předchozích gaučových gagů.

## Jiné verze

### Hraná verze
V roce 2006 začal britský televizní kanál Sky 1 inzerovat seriál Simpsonovi pomocí přetvoření úvodní znělky na hranou verzi v režii Chrise Palmera. S výjimkou prvního záběru, ve kterém se z mraků objevuje logo, je v této verzi přítomna každá část znělky, při níž bylo natočeno i více Bartových nápisů na tabuli a gaučových scén. Na konci této znělky je připojena zpráva „Přijďte domů na Simpsonovy na Sky One“. Tato verze byla při premiéře v Americe použita namísto úvodní znělky v 17. řadě v epizodě Homere Simpsone, tohle je tvoje žena. Hraná verze znělky se také stala internetovým hitem předtím, než byla odvysílána v této epizodě, a to bylo Groeningovo rozhodnutí ji použít. Al Jean komentoval v tiskovém prohlášení, že „byl prostě překvapen, že jsou lidé, kteří chtějí být známi, aby vypadali jako Simpsonovi.“

### Vánoční verze
Vánoční znělka byla animována pro epizodu Kill Gil – první a druhý díl a později znovu vysílána v epizodě Burns a včely. Tato verze začíná prvními dvěma verši instrumentální verze německé vánoční koledy „Tannenbaum“ a pak začne běžná úvodní hudba. Tato verze je podobná normální verzi s výjimkou několika klíčových rozdílů:
1. Všechno venku je pokryto sněhem.
2. Bartův skateboard je nahrazen snowboardem.
3. Každý má zimní oblečení.
4. pan Burns je zobrazen jako Scrooge a Smithers je zobrazen jako Marleyho duch a v podniku je několik vánočních nápisů.
5. Líza hraje na saxofonu jazzovou verzi koledy „Zdobte domy (Deck the Halls)“.
6. Murphy Krvavá dáseň, který je nyní zesnulý, je nahrazen Jasperem v kostýmu Santy. Nicméně Maude Flandersová zůstává v záběru napříč Springfieldem, ačkoliv také zemřela.
7. Záběry Marge a Maggie v supermarketu a jízdy autem byly vystřiženy.

Nakonec je gaučový gag, kde rodina sedí na gauči a kamera se oddálí, aby odhalila, že se rodina odráží ve vánoční ozdobě, která je na vánočním stromku.

#### 2. verze
Další vánoční verze znělky se objevila v epizodě Vzpomínky na bílé Vánoce.

### FilmSimpsonovi ve filmua stav úvodní znělky po filmu
Pro film Simpsonovi ve filmu byl vytvořen zcela jiný postup a obsahuje orchestrální verzi úvodní znělky upravenou Hansem Zimmerem. Kupovité mraky jsou zobrazeny v poměru stran obrazu 16 : 9 s černými postranními pruhy na obou koncích obrazovky. Jakmile se v mracích objeví logo „The Simpsons“ (v češtině je nazpívána verze „Simpsonovi“), letí profesor Frink v jednom z jeho vynálezů nesoucí nápis „MOVIE“ a hlásá „Hrá-jou ve filmu!“. Frink narazí na jeden z postranních pruhů, postranní pruhy ustoupí a kamera pak splétá přes město s několika hlavními orientačními body. Scéna se změní na pana Burnse, který se převrhne pod extra hmotností zubní pasty na zubním kartáčku, kterou mu Smithers vymáčkl. Kamera pak míří kolem hospody U Vočka do Kwik-E-Martu, kde Apu tajně mění na krabičce mléka datum spotřeby z roku 2006 na rok 2008. Kamera se pak přiblíží před Springfieldskou základní školu, kde Jimbo, Dolph a Kearney zvedají Martina Prince na stožár za jeho spodní prádlo a zdraví ho, jako kdyby byl vlajka. Kamera pak přejde skrz okno školy, kde Bart píše na tabuli větu „Nebudu si ilegálně stahovat tenhle film“, která je odkazem na pirátství předtím, než se znělka rychle přepne na kapelu Green Day, kteří pořádá koncert u Springfieldského jezera, který hraje ve svém vystoupení úvodní hudbu filmu.
Rád létá, a ne, že ne (19. řada) byla v Americe první novou epizodou po premiéře filmu Simpsonovi ve filmu a úvodní znělka této epizody je zpětným odkazem k filmu. Bart píše na tabuli větu „Nebudu čekat 20 let, abych natočil další film“ a jede na skateboardu přes Springfield, který se stále zotavuje z incidentu kupole. Několik filmových postav se znovu objevuje včetně prezidenta Schwarzeneggera, víceoké veverky, Colina, Russa Cargilla a lékařské ženy. Také vidíme, že dům Simpsonových je stále ve výstavbě a silo je připoutáno k Homerově vozu. Poprvé se v seriálu objevuje během gaučového gagu Spidervepř a Homer na něho řekne: „Moje letní lásko!“.

### Tik Tok
Zvláštní úvodní znělka, která představuje videoklip „Tik Tok“ od zpěvačky Ke$ha, byla vytvořena pro epizodu Panu dozorci s láskou podporující „Fox Rocks“ týden. Je to první kanonická epizoda, která neobsahuje hudební znělku v libovolné verzi. Znělka začíná, že se Líza probudí a pak popadne Milhouseovy brýle. Pak se ukáže, že si školník Willie lije na zubní kartáček whisky. Poté dává whisky paní Krabappelové, která se ji napije předtím, než popadne Willieho a přetáhne ho do učebny. Na chodbě mají Sherri, Terri a Martin pedikúru, zatímco Ralph si hraje v krabici na ztráty a nálezy. Kolem jdou ředitel Skinner a inspektor Chalmers. Tři rváči jsou v učebně a vyhodí do vzduchu dva telefonní automaty, kde se z nich vysypou mince. Pak se zobrazí hudební místnost a autobus, kde Otto spadne. Záběr pak ukazuje Nelsona, jak zpívá předtím, než se zobrazí záběr uvnitř baru U Vočka, ve které se pere skupina lidí. Marge přichází, odtáhne Homera z baru do svého auta a jedou domů. Poté na záběru se zobrazí několik postav. Marge a Homer přijedou domů, kde na ně Líza, Bart (oblečen jako raper) a Maggie čekají. Všichni jdou do obývacího pokoje a sedí na gauči, než je zvedne řada postav. Rodina pak usíná.

### Parodie naPerníkového tátu
Pocta k dramatu televizní stanice AMC Perníkový táta se použila jako úvodní znělka epizody Po čem animované ženy touží, která byla vytvořena podle melodie „Crystal Blue Persuasion“ od Tommyho Jamese a Shondellse. Píseň je také použita v dramatu Perníkový táta v epizodě Proplouvání nad tím vším jako odkaz k modrobarevnému metamfetaminu, který produkovala hlavní postava seriálu Walter White.
Tato znělka začíná parodií na úvodním názvu seriálu Perníkový táta, kde je na obrazovce zobrazený název seriálu Simpsonovi se symboly prvků Thoria (Th) a Silikonu (Si), které se objevují na začátku každého slova. Marge, která se utrpěně chová jako Walterova žena Skyler, sedí na gauči a pije kávu. Odejde do kuchyně, aby začala péct košíčky s použitím potravinářského barviva, aby se barva těsta změnila na modrou, přidala polevu a namazala je v jiných odstínech této barvy. Vloží jednu dávku do stříbrné aktovky, kterou dává Bartovi předtím, než Bart opustí dům. Homer, oblečený do tmavého klobouku a slunečních brýlí Waltera jako osoba „Heisenberg“, prochází kolem ochutnat těsto, zatímco Marge peče a on se později probudí z napařené vůně. Scéna se přepne na trh u kostela, ve kterém Marge prodává Milhouseovi košíček, zatímco se Homer dívá z dálky. Když se scéna přepne do domu Simpsonových, kde si Marge přepočítává svůj výdělek pomocí stroje na počítání bankovek, svazuje peníze do balíčku a přidává je k velké hromadě na jídelním stole. Kamera se oddálí, aby odhalila hranou scénu (převzatou z epizody Rizikový příplatek), kde Walter White a jeho partner Jesse Pinkman sedí na gauči a popíjí pivo během sledování této znělky v televizi.

### Parodie naFuturamu
Epizoda Simpsorama (26. řada, 6. díl) začíná parodií úvodního názvu Futurama, který zahrnuje úvodní hudbu Futuramy a text „Seriál, kterému došly nápady, se střetává se seriálem, kterému došly díly“. Končí gaučových gagem, kde si Simpsonovi sednou na gauč, aby zjistili, že gauč je ve skutečnosti Hedonismbot.

### „Bart má ovladač“
Tato znělka byla použita pro epizodu Hříchy našich otců. Znělka začíná jako obvykle, dokud nevyjede Bart na skateboardu ven ze školy a nepřistane do hromady listí. Probudí v něm Barneyho, který mu pak vezme skateboard a zlomí to na dvě půlky, aby ho donutil jít domů pěšky. Když Homer pracuje, upustí kleště, žhavá tyč mu vyskočí do pusy a on ji polkne předtím, než spadne na zem. Ve škole, když Largo propouští Lízu, zasáhne ji o dveře saxofon a ona spadne; pak saxofon dopadne na ni. Dále je vidět Maggie na volantu, ale když se kamera oddálí, odhalí, že ve skutečnosti řídí auto, zatímco Marge spí na zadním sedadle. Pak se probudí, když auto vyjede z útesu a jede přes stodolu. Během tohoto procesu se dostane do auta kuře a sedí vedle Maggie a kdáká, než si ona vyndá dudlíč a dá to kuřeti do zobáku, a poté vjedou do jezera, kde se vůz potápí. Marge a kuře se pak vynoří na povrch, ale Maggie se již nevynoří. Na konci je zobrazen gaučový gag, kde jde Bart sám do místnosti a nese s sebou svůj zlomený skateboard. Poté, co zavolá svoji rodinu a zjistí, že tu nikdo není, vezme si fotografie členů rodiny a položí je na gauč, a když sedí, poznamená: „Jo! Konečně mám ovladač já!“.

## Hostované verze

### Banksy
Britský pouliční umělec a politický aktivista Banksy se podílel na vytvoření úvodní znělky a gaučového gagu pro epizodu Bartball ve 22. řadě, a to bylo poprvé, kdy byl pozván umělec pro napsání scénáře k seriálu. Jean si ho nejprve vzal na vědomí poté, co viděl v roce 2010 jeho film Exit Through the Gift Shop. Jean uvedl: „Pojmem v mé mysli bylo: ‚Co kdyby tenhle pouliční umělec přišel a udělal nám znělku?‘ “ Režisérka seriálu Simpsonovi Bonnie Pietila byla schopna kontaktovat umělce prostřednictvím producentů filmu a zeptala se, jestli by měl zájem o napsání znělky. Jean řekl, že Banksy „poslal zpět desky do značné míry, co jste viděli.“ Tvůrce seriálu Matt Groening dal myšlenku požehnání a snažil se vytvořit znělku, aby byla co nejblíž Banksyho původnímu scénáři.
Přibližně první půl minuty úvodní znělky zůstává stejná s několika zvláštnostmi: na několik stěn a dalších veřejných prostranství je nastříkáno slovo „BANKSY“. Věta na tabuli („Už nikdy nebudu psát po zdech“) je napsána po celé stěně učebny, hodin, dveří a podlahy. Po příjezdu k domu Simpsonových se přiblíží kamera k záběru rodiny na gauči, ale pak se zvětší, aby ji ukázala jako obrázek visící na zdi fiktivního zámořského asijského animačního studia a manufakturu ve špatných podmínkách. Barva animace se rychle mění na šedou a hudba se změní dramatickým způsobem na hudbu z filmu Schindlerův seznam. Velká skupina unavených a nemocných umělců kreslí na animační celuloidové papíry na seriál Simpsonovi mezi hromadami lidských kostí a toxického odpadu, kde jedna umělkyně podává bosému pracujícímu dítěti animační papír, který to myje v sudu tekutiny s biologickým rizikem. Malá koťátka jsou házena do štěpkovače, aby zajistila výplň plyšových panenek Bart Simpson. Hračky jsou pak umístěny do vozíku taženého smutnou pandou, která je poháněna mužem s bičem. Muž přepravuje krabice s logem seriálu Simpsonovi na boku a používá k tomu jazyk z sťaté hlavy delfína, aby zajistil zalepení balíků. Jiný zaměstnanec používá roh nemocného jednorožce k rozbíjení otvorů ve středu DVD Simpsonovi. Nakonec kamera odhalí, že manufaktura je obsažena v ponuré verzi loga 20th Century Fox, obklopený ostnatým drátem, světlomety a strážnou věží.
Scénář pro seriál Simpsonovi je vytvářen ve filmové společnosti Film Roman, která sídlí v Kalifornii. Nástěnky, hlasové stopy a barevné pokyny jsou poté odeslány společnosti AKOM, společnosti v Soulu v Jižní Koreji. Podle Nelsona Shina, zakladatele společnosti AKOM, obdrželi scénář pořadu v srpnu 2010. Věřil, že sekvence je „nadměrná a urážlivá“, a proto prosazoval některé temné žertíky, které měly být odstraněny. Byl úspěšný, i když „ne zas tak moc, jak se snažil.“ Například ve scénáři měli dělníci na sobě slaměné kuželové klobouky, ale ty byly odstraněny. Standardy a postupy oddělení Foxu také požadovalo několik změn, ale podle Jeana „je to na 95 procent tak, jak si to [Banksy] přál.“ Banksy řekl britskému deníku The Guardian, že jeho počáteční posloupnost byla ovlivněna dlouhodobým používáním animačních studií seriálu Simpsonovi v Soulu v Jižní Koreji. V novinách se také uvádí, že vytvoření znělky „je údajně jedním z nejvíce chráněných tajemství v americké televizi – srovnatelné s utajením Banksyho vlastní identity.“ Přestože připouštějí skutečnost, seriál Simpsonovi je většinou animovaný v Jižní Koreji, Jean pokračoval s tvrzením, že scény zobrazené ve znělce jsou „velmi fantazijní, dalekosáhlé. Žádná z věcí, která se tam zobrazuje, není pravdivá. Toto prohlášení by mělo být samozřejmé, ale důrazně to uvedu.“

### John Kricfalusi
Po kladné reakci na úvodní znělku od Banksyho přišli Matt Groening a Jean za kanadským animátorem a tvůrcem seriálu Ren a Stimpy Johnem Kricfalusim a zeptali se ho, jestli by mohl udělat něco podobného pro epizodu Bartův nový hrdina“. Původně chtěli, aby se vydal do scénářů a pak nechal své pravidelné posádky oživit, ale Kricfalusi trval na tom, aby animaci provedl sám, vysvětloval, že „kdybychom to udělali, nikdo by ani nevěděl, že já měl s tím něco společného, protože by to skončilo na modelech a všechny by od pózy k póze.“ Na seriálu Simpsonovi kreslí animátoři klíčové pózy a nechávají tweenery interpolovat mezi těmito pózemi. Interpolace je ale přímá animace typu A-B. Tento způsob animace končí tím, že postavy budou jen od póze k póze. Kricfalusi vysvětluje, že „na Simpsonech jsem chtěl se pokusit pohybovat postavy bláznivě zábavnými způsoby, a to nejen aby vypadali legračně pokaždé, když se zastaví“ a dále rozpracoval „že způsob, jakým se věci staly, byl ještě víc důležitější než to, co se dělo v mé práci. Nemůžete psát vizuální výkon, musíte to vlastně kreslit.“
Ukázal Groeningovi a showrunnerovi Al Jeanovi svoje skeče z bloku Adult swim a Groening odpověděl, že mu dá volnou ruku, aby dělal 35sekundový segment. Groening mu řekl, aby porušil všechna pravidla seriálu Simpsonovi, ale Kricfalusi vysvětloval, že „se snažil neporušovat žádná pravidla v osobností postav, jen při vytváření vizuálů. Nechápal jsem žádné modely – ani moje vlastní“. Čím více pravic se mu podařilo, tím více byli Groening a Jean potěšeni s jeho výsledkem. Na rozdíl od Banksyho, který žije v tajnosti, Kricfalusi byl zapojen do všech detailů, a dokonce dohlížel na dabing závěrečného soundtracku. Zatímco Kricfalusi animoval 2D díly, měl Johnu Kedziemu pomoci s počítačovou grafikou a Sarah Harkeyové a Tommy Tannerovi dělat asistenta animace.
Gaučový gag pro epizodu byl kriticky uznávaný televizními kritiky. Amid Amidi z Cartoon Brew říká o revoluční znělce a vysvětluje, že „ve 35 krátkých a sladkých sekundách osvobodí animaci seriálu Simpsonovi po grafické banalitě.“ Pokračoval: „Vizuální vzhled seriálu, která byla tak pečlivě řízena jejími producenty, se stává obratným a neohraničeným hřištěm pro grafickou hru a rovnováha tvůrčí autority se posunuje od spisovatelů na animátory v jednom úpadku.“ Při srovnání s Banksyho znělkou dospěla Amidi k závěru, že je to „ve skutečnosti mnohem podvratnější, protože se zaměřuje téměř výhradně na vytváření obrazového prohlášení, odkládající dominantní literární prvky seriálu na zadní sedadlo“. Podobně napsala Katey Rich, že oceňuje, že „Simpsonovi jsou vždy ochotni tlačit obálku různými způsoby“, ale připustila, že „[jí] to bude nějaký čas trvat, než se [jí] dostanou Marge Simpsonová s protáhlýma nohama a Homer Simpson do mozku.“

### Bill Plympton
Bill Plympton napsal a oživil šest gaučových gagů, jeden pro epizodu Mé srdce patří Bartovi“, kde se Homer zamiluje do pohovky… dokud nevidí Marge, druhý pro epizodu Pěst na oko, ve kterém jsou Homer, Marge, Bart, a Líza v gangsterském příběhu třicátých let vyzbrojeni několika zbraněmi, které jsou odhaleny jako dary, jakmile Maggie zapne světlo. Šestý pochází z epizody Scénky z manželského života, což je nová verze jeho filmu z roku 1987 „Your Face“ nahrazena s Homerovou tváří.

### Robot Chicken
Gaučový gag pro epizodu Falešný virtuós, který se v Americe vysílal 12. května 2013, byl vytvořen Sethem Greenem ze společnosti Stoopid Buddy Stoodios, který je autorem televizního seriálu Robot Chicken.

### Guillermo del Toro
Guillermo del Toro režíroval tříminutovou úvodní znělku pro Speciální čarodějnický díl XXIV, který obsahoval četné odkazy na horory a sci-fi filmy včetně jeho vlastních filmů.

### Don Hertzfeldt
Gaučový gag pro epizodu Šáša na odpis, vysílaná v Americe 28. září 2014, byla vytvořena nominovaným akademickým surrealistickým animátorem Donem Hertzfeldtem oceněného akademií, který byl doporučen na show Mikea B. Andersona. Zobrazuje Homera, který se pomocí dálkového ovladače pohybuje v čase, aby se vrátil k původní podobě z roku 1987 z pořadu Show Tracey Ullmanové, a pak se náhodou dostane do vzdálené budoucnosti inkarnačního seriálu Sampsanovi, kde on a jeho rodina se vyvinuli do groteskních, bezduchých, chytlavých mutantů. Homer vidí okno vyvolávající vzpomínky na to, kdy byl seriál čistější a pravdivější a kde v jedné ze tří záblesků Marge říká: „Pořád tě miluju Homare“. Homer se cítí smutný, když se vrací do bastardizovaného světa, v němž žije. Al Jean to považoval za „bláznivější, než jsme si mysleli“, a „nejškodlivější, co jsme kdy udělali“.

### Rick a Morty
Gaučový gag pro epizodu Matleti ze Springfieldu, který se v Americe vysílal 17. května 2015 představující Ricka a Mortyho z kresleného seriálu z bloku Adult Swim Rick a Morty.

### Steve Cutts
Gaučový gag pro epizodu Mléčné mutageny, která byla v Americe vysílána 10. ledna 2016, obsahuje hostujícího animátora Stevea Cuttse LA-Z Rider s více než 14 miliony zhlédnutí na YouTube. Fox předpovídal nízkou sledovanost kvůli překročení NFL, které posunulo začátek premiéry na 20:20. Navzdory tomu byla epizoda nejvíce sledovaná ve 27. řadě se sledovaností 8,3 milionu zhlédnutí.

### Pixelové umění
Úvodní znělka pro epizodu Marge taxikářkou byla provedena ve stylu pixelového umění, kterou vytvořili australští animátoři Paul Robertson a Ivan Dixon. Australský skladatel Jeremy Dower vytvořil čipovou verzi úvodní písně, která byla použita v této verzi.

## Parodie znělek během epizod seriálu
Úvodní znělka byla parodována do šesti epizod seriálu Simpsonovi:
- Krátká parodie jako Thompsonovi v epizodě Mys hrůzy, ve kterém Simpsonovi jdou do programu ochrany svědků, aby se ukryli před Levákem Bobem.
- Jako Hurikán v epizodě Hurikán Ned. Na obrazovce se objeví šedé mraky a červenými písmeny napsaný nápis „Hurikán“ vycházející stejným způsobem jako skutečná znělka. Podobný zpěv zpívá „Hurikán“, a pak jsou písmena odfouknuta, aby ukázala, že část Springfieldu je zničena.
- V epizodě Simpsonovské biblické příběhy“ píše Bart v hieroglyfech trest na tabuli, a když uslyší foukat Mojžíšův/Milhouseův roh, tak opouští učebnu.
- Jako O tři týdny později v epizodě Požírač srdcí. Namísto psaní na tabuli je teď vidět obézního Barta, jak si kupuje a jí čokoládu z automatu. Když opouští školu, tak pod ním praská chodník, ohýbá lampu, přejíždí přes chodce, narazí do Margina auta, spadne na Homerovo auto a rozdrtí mu střechu, než se ocitne v obývacím pokoji se záchvatem srdce.
- V epizodě Malá velká holka je Bartovi udělena řidičská licence. Projíždí školními dveřmi v Homerově autě místo svého skateboardu a zrychluje. Místo vyhýbání se všech překážek, které jsou viděny ve standardním pořadí znělky, je všechny srazí. Když jde Homer po příjezdové cestě a přichází domů, tak na něj přistane auto a Bart jde domů.
- Jako Pustina v epizodě Konečně zmizte!. Místo tabule používá Bart postřikovou barvu k vandalství na zeď předtím, než ji opustí na motocyklu. Rodina se vrátí domů v řadě špinavých vozidel, než se usadí na gauči, aby se dívala na spící lišku.

## Úspěchy a ocenění
Úvodní znělka byla několikrát vybrána jako jedna z nejlepších znělek v televizi všech dob. V roce 2010 ve vydání časopisu TV Guide byla znělka Simpsonových zařazena na první místo v seznamu top 10 televizních znělek, které si zvolili čtenáři. V roce 2017 James Charisma z časopisu Paste zařadil úvodní znělku na první místo na seznamu 75 nejlepších titulů TV znělek všech dob.